# منتخب إسبانيا لكأس ديفيز

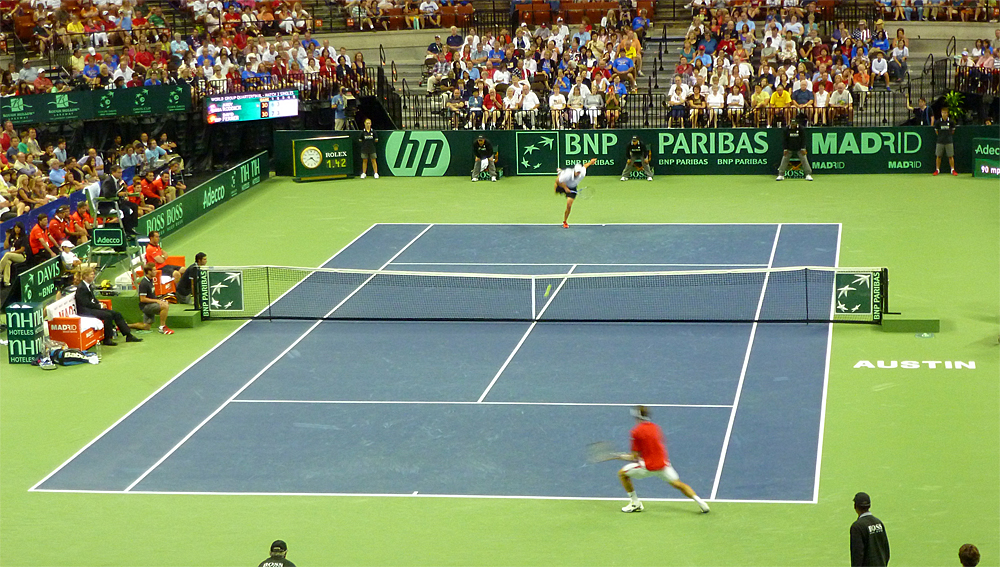
إحدى مباريات المنتخب

منتخب إسبانيا لكأس ديفيز هو ممثل إسبانيا الرسمي لرياضة كرة المضرب في كأس ديفيز، يشارك المنتخب حالياً في المجموعة العالمية لعام 2012.
فاز منتخب إسبانيا بالبطولة خمس مرات: 2000، 2004، 2008، 2009، 2011.

## تشكيلة المنتخب الحالية
تشكيلة منتخب إسبانيا لعام 2012:
- دافيد فيرير
- خوان كارلوس فيريرو
- نيكولاس ألماغرو
- مارك لوبيث
- مارثيل غرانويرس

## البطولات
| السنة | الدور                           | التاريخ      | الخصم            | الحصيلة | النتيجة |
| ----- | ------------------------------- | ------------ | ---------------- | ------- | ------- |
| 2000  | الدور الأول - المجموعة العالمية | 4–6 فبراير   | إيطاليا          | 4–1     | فاز     |
| 2000  | ربع النهائي - المجموعة العالمية | 7–9 أبريل    | روسيا            | 4–1     | فاز     |
| 2000  | نصف النهائي - المجموعة العالمية | 21–23 سبتمبر | الولايات المتحدة | 5–0     | فاز     |
| 2000  | النهائي - المجموعة العالمية     | 8–10 ديسمبر  | أستراليا         | 3–1     | البطل   |
| 2004  | الدور الأول - المجموعة العالمية | 6–8 فبراير   | جمهورية التشيك   | 3–2     | فاز     |
| 2004  | ربع النهائي - المجموعة العالمية | 9–11 أبريل   | هولندا           | 4–1     | فاز     |
| 2004  | نصف النهائي - المجموعة العالمية | 24–26 سبتمبر | فرنسا            | 4–1     | فاز     |
| 2004  | النهائي - المجموعة العالمية     | 21–23 ديسمبر | الولايات المتحدة | 3–2     | البطل   |
| 2008  | الدور الأول - المجموعة العالمية | 8–10 فبراير  | بيرو             | 5–0     | فاز     |
| 2008  | ربع النهائي - المجموعة العالمية | 11–13 أبريل  | ألمانيا          | 4–1     | فاز     |
| 2008  | نصف النهائي - المجموعة العالمية | 19–21 سبتمبر | الولايات المتحدة | 4–1     | فاز     |
| 2008  | النهائي - المجموعة العالمية     | 21–23 نوفمبر | الأرجنتين        | 3–1     | البطل   |
| 2009  | الدور الأول - المجموعة العالمية | 6–8 مارس     | صربيا            | 4–1     | فاز     |
| 2009  | ربع النهائي - المجموعة العالمية | 10–12 يوليو  | ألمانيا          | 3–2     | فاز     |
| 2009  | نصف النهائي - المجموعة العالمية | 18–20 سبتمبر | إسرائيل          | 4–1     | فاز     |
| 2009  | النهائي - المجموعة العالمية     | 4–6 ديسمبر   | جمهورية التشيك   | 5–0     | البطل   |
| 2011  | الدور الأول - المجموعة العالمية | 4–6 مارس     | بلجيكا           | 4–1     | فاز     |
| 2011  | ربع النهائي - المجموعة العالمية | 8–10 يوليو   | الولايات المتحدة | 3–1     | فاز     |
| 2011  | نصف النهائي - المجموعة العالمية | 16–18 سبتمبر | فرنسا            | 4–1     | فاز     |
| 2011  | النهائي - المجموعة العالمية     | 2–4 ديسمبر   | الأرجنتين        | 3–1     | البطل   |